# Nokia 7510 Supernova
Il Nokia 7510 Supernova è un telefono cellulare prodotto dall'azienda finlandese Nokia e messo in commercio nel 2008.

## Caratteristiche
- Dimensioni: 92 x 40 x 11 mm
- Massa: 124  g
- Risoluzione display interno: 240 x 320 pixel a 16 milioni di colori
- Risoluzione display esterno: 128 x 160 pixel monocromatico
- Durata batteria in conversazione: 6 ore
- Durata batteria in standby: 300 ore (12 giorni)
- Memoria: 25 MB espandibile con MicroSD
- Fotocamera: 2.0 megapixel
- Bluetooth